# مشروعیت اسرائیل

نشان ملی اسرائیل، نشان‌دهنده یک منورا که با شاخه‌های زیتون احاطه شده و زیر آن به زبان عبری نوشته شده است «اسرائیل».

مشروعیت اسرائیل از قبل از تشکیل این کشور، به چالش کشیده شده است. مخالفت با صهیونیسم، جنبش ایجاد کشوری یهودی در سرزمین فلسطین، از زمان ظهور این جنبش در اروپای قرن ۱۹ وجود داشته است. از زمان تأسیس دولت اسرائیل در سال ۱۹۴۸، تعدادی از افراد، سازمان‌ها و دولت‌ها، مشروعیت سیاسی اسرائیل و اشغال سرزمین‌های مورد ادعای فلسطین، سوریه و لبنان را در دوره‌های مختلف به چالش کشیده‌اند. در طول درگیری فلسطین و اسرائیل و درگیری گسترده‌تر اسرائیل و اعراب، اقتدار این کشور نیز در چند جبهه زیر سؤال رفته است.
انتقاد از اسرائیل ممکن است شامل مخالفت با حق موجودیت این کشور یا از زمان جنگ ۱۹۶۷ اعراب و اسرائیل، ساختار قدرت مستقر در سرزمین‌های اشغالی توسط اسرائیل باشد. اسرائیل همچنین به جنایات علیه بشریت و جنایات جنگی مانند آپارتاید، گرسنگی  و نسل‌کشی، از جمله توسط دانشمندان، کارشناسان حقوقی و سازمان‌های حقوق بشری، متهم شده است. اسرائیل چنین انتقادی را تلاشی برای مشروعیت‌زدایی می‌داند. اسرائیل همچنین به دلیل حفظ «طولانی‌ترین و یکی از مرگبارترین اشغال‌های نظامی در جهان» مورد انتقاد قرار گرفته است.
در ۱۱ مه ۱۹۴۹، اسرائیل به عنوان یک کشور عضو کامل در سازمان ملل متحد پذیرفته شد. این کشور همچنین با هر یک از اعضای دائم شورای امنیت سازمان ملل متحد روابط دوجانبه دارد. ۲۸ کشور از ۱۹۳ کشور عضو سازمان ملل، اسرائیل را به رسمیت نمی‌شناسند. جهان اسلام، ۲۵ کشور از ۲۸ کشوری که اسرائیل را به رسمیت نمی‌شناسند، تشکیل می‌دهد و کوبا، کره شمالی و ونزوئلا، آن کشورهای دیگر هستند. اکثر دولت‌های مخالف اسرائیل، درگیری‌های جاری اسرائیل و فلسطین و اشغال نظامی مستمر اسرائیل در کرانه باختری، اورشلیم شرقی و نوار غزه را مبنای موضع‌گیری خود ذکر کرده‌اند.
در اوایل دهه ۱۹۹۰، اسحاق رابین، نخست‌وزیر اسرائیل و یاسر عرفات، رهبر سیاسی فلسطین، نامه‌های به رسمیت شناختن متقابل را رد و بدل کردند. بر اساس این مکاتبات، سازمان آزادی‌بخش فلسطین (ساف)، به‌طور رسمی، حق موجودیت اسرائیل به عنوان یک کشور مستقل را به رسمیت شناخت و اسرائیل نیز در مقابل، رسماً سازمان آزادی‌بخش فلسطین را به عنوان نهادی قانونی به رسمیت شناخت. این تحول، زمینه را برای مذاکرات به سوی دستیابی به چاره دوکشوری از طریق آنچه که به عنوان پیمان‌های اسلو شناخته می‌شود، به عنوان بخشی از فرایند صلح اسرائیل و فلسطین فراهم کرد.

## عادی‌سازی و مشروعیت دیپلماتیک

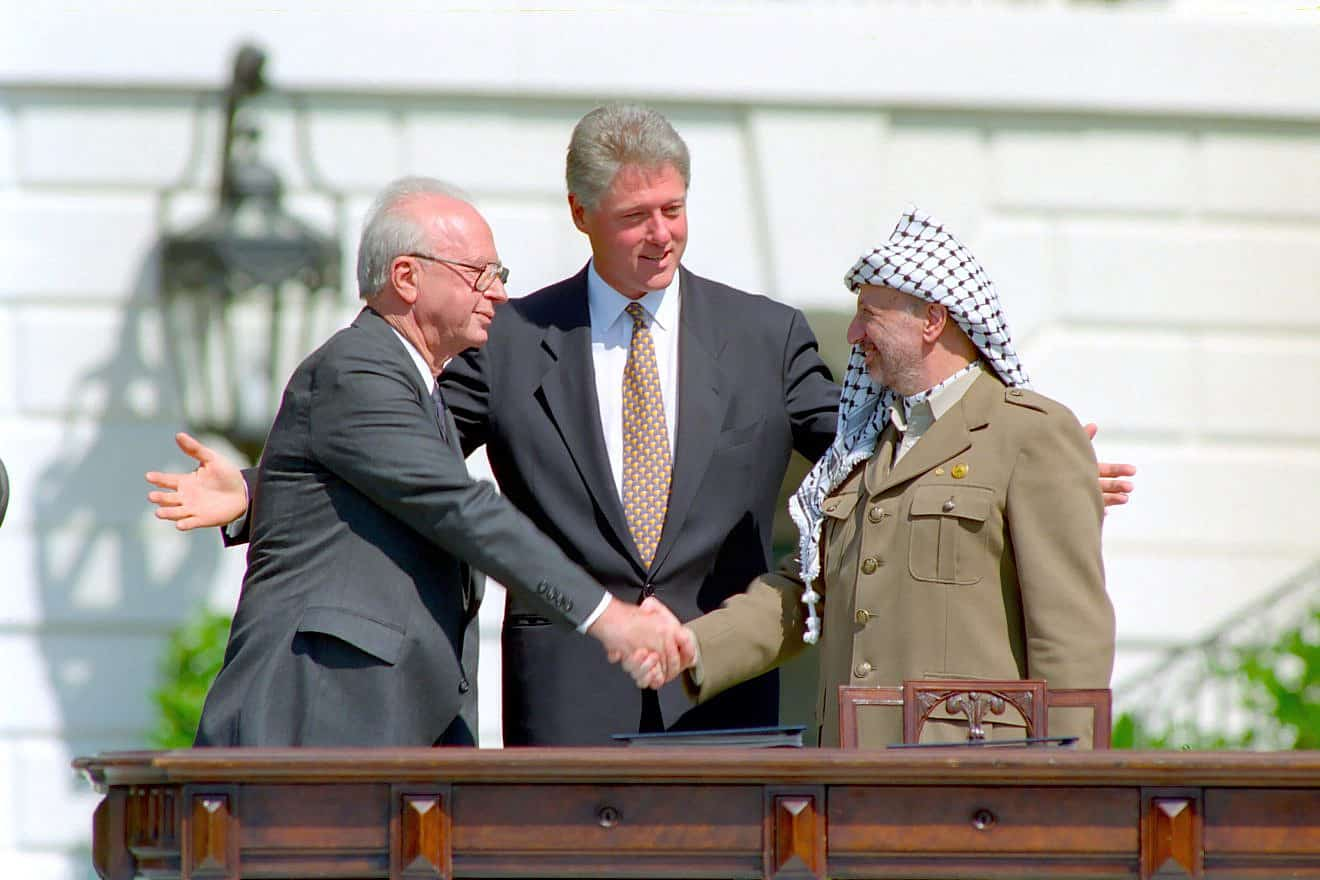
اسحاق رابین، بیل کلینتون و یاسر عرفات در مراسم امضای توافقنامه اسلو، ۱۳ سپتامبر ۱۹۹۳

در سال ۱۹۸۸، سازمان آزادی‌بخش فلسطین (ساف)، نماینده رسمی مردم فلسطین، وجود کشور اسرائیل را پذیرفت و از اجرای کامل قطعنامه ۲۴۲ شورای امنیت سازمان ملل متحد حمایت کرد. پس از پیمان اسلو اول در سال ۱۹۹۳، ساف، رسماً کشور اسرائیل را به رسمیت شناخت و متعهد شد که خشونت را کنار بگذارد و اسرائیل نیز ساف را به عنوان نماینده مردم فلسطینی به رسمیت شناخت. محمود عباس، رئیس تشکیلات خودگردان فلسطین، هنگام سخنرانی در سازمان ملل دربارهٔ به رسمیت شناختن فلسطین گفت: ما به اینجا نیامده‌ایم که کشوری را که سال‌ها پیش تأسیس شده و آن اسرائیل است، مشروعیت‌زدایی کنیم.
حماس، مشروعیت توافق اسلو اول را رد می‌کند، اما گفته است که چارچوب صلح مبتنی بر دو کشور در مرزهای ۱۹۶۷ را می‌پذیرد.

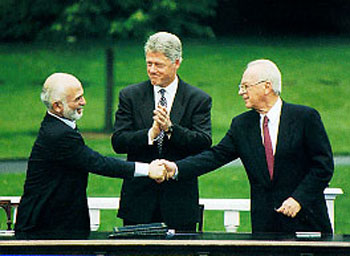
دست دادن ملک حسین و اسحاق رابین، همراه با بیل کلینتون، در جریان مذاکرات صلح اسرائیل و اردن، ۲۵ ژوئیه ۱۹۹۴

در دهه ۱۹۹۰، جنبش‌های اسلامی و چپ در اردن، به پیمان صلح اسرائیل و اردن به عنوان مشروعیت بخشی، حمله کردند. اقلیت‌های قابل توجهی در اردن، اسرائیل را به عنوان یک کشور، غیرقانونی می‌بینند و معکوس کردن عادی سازی روابط دیپلماتیک، حداقل تا اواخر دهه ۱۹۹۰، محور گفتمان اردن بود.
در سال ۲۰۰۲، اتحادیه عرب به اتفاق آرا ابتکار صلح عربی را در نشست سران خود در بیروت، تصویب کرد. طرح جامع صلح، خواستار عادی‌سازی روابط اعراب و اسرائیل در ازای خروج کامل اسرائیل از سرزمین‌های اشغال شده از ژوئن ۱۹۶۷ بود. ترکی الفیصل آل سعود از عربستان سعودی گفت که «با تأیید این ابتکار، هر کشور عربی، صراحتاً اعلام کرده است که بهای صلح را خواهد پرداخت، نه تنها با به رسمیت شناختن اسرائیل به عنوان یک کشور مشروع در منطقه، بلکه برای عادی‌سازی روابط با آن و پایان دادن به وضعیت خصومت‌هایی که از سال ۱۹۴۸ وجود داشت». متعاقبا، در حال حاضر ۹ عضو اتحادیه عرب، اسرائیل را به رسمیت می‌شناسند که شامل بحرین، مصر، اردن، موریتانی، مراکش، عمان، سودان، امارات متحده عربی و فلسطین هستند. همچنین اکثر اعضای غیرعرب سازمان همکاری اسلامی نیز اسرائیل را به رسمیت می‌شناسند.
در حال حاضر، ۲۸ کشور عضو سازمان ملل، دولت اسرائیل را به رسمیت نمی‌شناسند. این کشورها شامل ۱۳ عضو اتحادیه عرب (الجزایر، کومور، جیبوتی، عراق، کویت، لبنان، لیبی، قطر، عربستان سعودی، سومالی، سوریه، تونس و یمن)؛ ۹ عضو سازمان همکاری اسلامی (افغانستان، بنگلادش، برونئی، اندونزی، ایران، مالزی، مالی، نیجر و پاکستان)؛ و کوبا، کره شمالی و ونزوئلا هستند.
از ۲۷ ژوئن ۲۰۲۴، آلمان از همه کسانی که درخواست تابعیت می‌کنند می‌خواهد حق موجودیت اسرائیل را تأیید کنند. مخالفان این قانون نیز می‌گویند که این قانون، آزادی بیان را نقض می‌کند.